# Rushwick
Rushwick – wieś i civil parish w Anglii, w Worcestershire, w dystrykcie Malvern Hills. W 2011 roku civil parish liczyła 1155 mieszkańców.